# أونتاريو (نيويورك)
أونتاريو (بالإنجليزية: Ontario, New York) هي بلدة أمريكية تقع في الولايات المتحدة في مقاطعة وين، نيويورك. يقدر عدد سكانها بـ 10,136 نسمة ومساحتها 83.7 كم2 وترتفع عن سطح البحر 115 متر.

## أعلام
- آرثر ويليام براندت
- دبليو. بي. هوبكينز
- كريس كولينز